# Clethra cubensis
Clethra cubensis là một loài thực vật có hoa trong họ Clethraceae. Loài này được A.Rich. mô tả khoa học đầu tiên năm 1850.